# MindsEye
MindsEye — пригодницька екшн гра 2025 року, розроблена Build a Rocket Boy та видана IO Interactive. У грі гравці беруть на себе роль Джейкоба Діаса (у виконанні Алекса Ернандеса), колишнього солдата з таємничим нейронним імплантом під назвою MindsEye. Страждаючи від втрати пам’яті та флешбеків, він вирушає до вигаданого пустельного мегаполіса Редрок (заснованого на Лас-Вегасі), аби розкрити таємниці цього імпланта.
Гра була випущена для PlayStation 5, Windows та Xbox Series X/S 10 червня 2025 року. Вона отримала загалом негативні відгуки від критиків.

## Геймплей
MindsEye — це лінійна пригодницька гра від третьої особи з псевдовідкритим світом, подібним до Mafia: Definitive Edition. Редрок-Сіті є основною ігровою зоною. Гравці можуть додавати користувацький контент до MindsEye та створювати контент за допомогою ігрової системи Everywhere, а заступник директора гри Адам Вайтінг порівнює гру з користувацькими серверами Minecraft. Деталі з MindsEye також можна використовувати в інших аспектах Everywhere.

## Сюжет
Джейкоб Діас приймає пропозицію роботи від корпорації Silva, що базується у пустельному місті Редрок, хоча й страждає від втрати пам’яті та травматичних флешбеків після невдалої військової операції трирічної давнини. Він звітує своєму начальнику, Керрі Рігбі, і одразу береться до роботи — йому доручають розібратися з кількома автоматизованими роботами Silva, які з невідомих причин вийшли з-під контролю. Однак справжньою метою Джейкоба є пошуки зниклого вченого Гантера Моррісона, який розробив нейронний імплант MindsEye, отриманий Діасом під час служби в армії та відповідальний за його психічні й пам’яттєві розлади. Йому вдається зірвати спробу викрадення технологій корпорації Silva найманською групою Red Sands, лідер якої, як з'ясовується, також має імплант MindsEye і біонічну руку. Також Джейкоб рятує хакера на ім’я Чарлі з рук Red Sands. Той погоджується допомогти йому в подальших розслідуваннях.
Успіхи Джейкоба привертають увагу ексцентричного генерального директора корпорації Silva — Марко Сілви, який призначає його своїм особистим охоронцем. Під час охорони Сілви Джейкоб дізнається про його запекле суперництво з мером Редрока, Шивою Вегою, яка заважає реалізації мрії Сілви про міжзоряне колонізування — запуску ракет із міста. Після того як Джейкоб рятує Сілву від спроби викрадення з боку Red Sands, той зізнається, що знав про пошуки Джейкоба, пов’язані з імплантом MindsEye та Моррісоном, і обіцяє надати йому відповіді. Сілва активує MindsEye Джейкоба, що дозволяє йому поступово відновити втрачені спогади та покращити контроль над дронами. Джейкоб продовжує розслідувати причини збою роботів, змову проти Сілви та місцеперебування Моррісона. Зрештою він отримує підказку щодо Моррісона в занедбаній шахті, але зазнає чергового флешбека з останньої місії трирічної давнини, під час якої, досліджуючи загадкові руїни в печері, втратив контроль над дроном — той убив усю його команду. Його начальник, полковник Ламрі, тоді насильно витягнув спогади з його імпланта, що й стало причиною амнезії. Згодом Джейкоб прокидається в таємній лабораторії Моррісона, і той доручає йому встановити кілька пристроїв для прослуховування по всьому Редроку, щоб зв’язатися з істотами, яких називають «Кін».
Після того як Джейкоб забезпечує безпеку ракети Echo II, Сілва доручає йому допомогти разом із Рігбі протистояти Везі, яка, за їхніми даними, намагається викрасти та продати військовим код Сілви. Саме військові таємно підтримують Red Sands. Вони зривають зустріч, і Джейкоб шокований, коли дізнається, що за всім стоїть Ламрі. Проте, перш ніж конфлікт встигає загостритись, роботи Сілви, яких Вега намагалася продати, раптово виходять з-під контролю й відкривають вогонь — Сілва та Вега отримують поранення. Вега звинувачує Сілву в спробі її вбити, а Джейкоб евакуює Сілву до лабораторії Моррісона. Там Сілва зізнається, що продав креслення MindsEye Ламрі, який тепер прагне отримати решту технологій для завершення програми. Він передає Джейкобу ключ запуску Echo II й просить його переконатися, що ракета успішно стартує. Після запуску Сілва розкриває, що оригінальний чип MindsEye, який містить спогади Джейкоба про руїни, зберігається у нього вдома, але знищує будь-який пристрій, який намагається з ним з'єднатись. Моррісон активує свої пристрої, що спричиняє хаос у місті — роботи та технології починають виходити з ладу. У цей момент прибуває Ламрі, вводить у Редроці воєнний стан, змушуючи Джейкоба, Сілву та Моррісона тікати до лабораторії останнього.
Досліджуючи збої у роботах, команда розуміє, що було випущено якийсь вірус, який змушує їхнє програмне забезпечення виходити з-під контролю. Тим часом Ламрі захоплює Моррісона та завод Сілви, щоб створити власну армію роботів. Джейкоб знаходить транспондер, необхідний для відключення систем корпорації Silva, але Чарлі жертвує собою, рятуючи його від одного з людей Ламрі. Джейкоб успішно запускає другу ракету з транспондером і виявляє місцезнаходження Моррісона — це старий археологічний об’єкт. Усередині він розуміє, що це ті самі руїни Кін (Kin), які він досліджував три роки тому, і стає свідком того, як Ламрі викрадає Сферу Кін. Джейкоб рятує Моррісона, і той пояснює, що контакт Джейкоба зі Сферою змінив його ДНК, зробивши його частково Кіном, а також носієм вірусу, який спричиняє збій у роботах. Він також пояснює, що Кін — це інопланетна раса, що існує у вищому вимірі.
Бачачи, що все більше роботів збираються навколо Сфери, Джейкоб і Рігбі вирішують атакувати базу Ламрі, щоб повернути її. Ламрі вихваляється, що давно готував спосіб для того, щоб Кін вторгнулися на Землю. Джейкоб і Рігбі врешті-решт вбивають Ламрі, але роботи викрадають Сферу та використовують її, щоб відкрити портал для вторгнення Кін та збору людства як ресурсу. Усвідомивши, що його тепер вважають частиною Кін, Джейкоб кидається в портал, жертвуючи собою, щоб закрити його та врятувати Землю.
У сцені після титрів Рігбі обшукує місце подій у пошуках Джейкоба, і один із роботів раптово активується, почувши, як Рігбі кличе Джейкобі на ім’я.

## Розробка
MindsEye була розроблена студією Build a Rocket Boy, що базується в Единбурзі, Шотландія. Леслі Бензіс, відомий своєю роботою над іграми Grand Theft Auto, був режисером гри. Її було створено як демонстраційний проєкт для Everywhere, інструменту для створення ігор. Вона задумувалася як преміальний досвід, повністю інтегрований у безкоштовну платформу Everywhere. У 2023 році команда оголосила, що MindsEye буде епізодичною грою. Кожен епізод буде відбуватися в «різних часових періодах і частинах всесвіту», проте всі вони будуть пов’язані загальною сюжетною лінією. MindsEye описується командою як кінематографічна гра з акцентом на сюжет, тривалістю близько 20 годин. Її наратив досліджує теми штучного інтелекту, технологій, жадібності та корупції.

## Реліз
Вперше про MindsEye було оголошено в кінці тизера Everywhere на Gamescom 2022. Повний тизер гри був випущений 23 березня 2023 року. 16 жовтня 2024 року було оголошено, що IO Interactive, розробники серії Hitman, стануть видавцями гри. Реліз відбувся 10 червня 2025 року для PlayStation 5, Windows та Xbox Series X/S.

## Сприйняття
| Агрегатор  | Оцінка                 |
| ---------- | ---------------------- |
| Metacritic | PC: 37/100 PS5: 31/100 |

| Видання     | Оцінка |
| ----------- | ------ |
| Eurogamer   | 1/5    |
| GameSpot    | 3/10   |
| GamesRadar+ | 2/5    |
| IGN         | 4/10   |

Згідно з агрегатором відгуків Metacritic, гра MindsEye отримала «загалом несприятливі» відгуки від критиків.  
Люк Рейлі з IGN похвалив візуальне оформлення гри, але розкритикував технічні проблеми та «недороблений» стан, зазначивши, що «очевидно, що гра просто не була готова до релізу». 
GamesRadar+ похвалили гру, але розкритикували сюжет, прісну механіку та місії. 
Річард Вейклінг з GameSpot похвалив візуальні ефекти, однак критикував дизайн місій, сюжет, технічні проблеми та геймплей MindsEye. Вейклінг підсумував, що «MindsEye — це сувора і невблаганно нудна відеогра, яка марнує свій вражаючий світ на формульний дизайн місій, що є одночасно застарілим та бездушним»
Гра вийшла на Steam із «переважно негативними» та «змішаними» відгуками користувачів.
Марк Гердхард, співгенеральний директор Build a Rocket Boy, у сесії запитань і відповідей на Discord заявив, що негативне ставлення до гри перед релізом було частиною оплачуваної кампанії сторонньої організації, яка мала на меті «систематично дискредитувати гру та студію». Однак пізніше генеральний директор IO Interactive Хакан Абрак відхилив ці заяви Гердхарда.